# Aleksandr Tichonow
Aleksandr Iwanowicz Tichonow (ros. Александр Иванович Тихонов, ur. 2 stycznia 1947 we wsi Ujskoje, obwód czelabiński) – rosyjski biathlonista reprezentujący ZSRR. Jeden z najbardziej utytułowanych biathlonistów w historii, pięciokrotny medalista olimpijski i wielokrotny medalista mistrzostw świata.

## Kariera
Pierwszy sukces w karierze osiągnął w 1967 roku, kiedy wspólnie z Wiktorem Mamatowem, Rinatem Safinem i Nikołajem Puzanowem zdobył srebrny medal w sztafecie podczas mistrzostw świata w Altenbergu. Na tych samych mistrzostwach był też dziewiąty w biegu indywidualnym. Na rozgrywanych rok później mistrzostwach świata juniorów w Luleå razem z kolegami z reprezentacji zdobył złoty medal, a indywidualnie był trzeci, za Norwegiem Torem Svendsbergetem i swym rodakiem Jurijem Krakosiewiczem. W tym samym roku wziął też udział w igrzyskach olimpijskich w Grenoble, stając na podium w obu konkurencjach. Najpierw był drugi w biegu indywidualnym, rozdzielając Magnara Solberga i rodaka Władimira Gundarcewa, tracąc do zwycięzcy 54,5 sekundy. Następnie razem z Gundarcewem, Mamatowem i Puzanowem zwyciężył w sztafecie.
Na rozgrywanych w 1969 roku mistrzostwach świata w Zakopanem odniósł podwójne zwycięstwo. Oprócz kolejnego triumfu w drużynie zwyciężył też w biegu indywidualnym, wyprzedzając Rinata Safina i Magnara Solberga. Wyniki ten powtórzył rok później, podczas mistrzostw świata w Östersund. Trzeci z rzędu złoty medal w sztafecie na imprezie tego cyklu zdobył na mistrzostwach świata w Hämeenlinna w 1971 roku. W biegu indywidualnym tym razem zajął drugie miejsce, ulegając tylko Dieterowi Speerowi z  NRD.
W 1972 roku wystartował na igrzyskach olimpijskich w Sapporo, gdzie razem z Mamatowem, Safinem i Iwanem Biakowem zdobył kolejne złoto w sztafecie. Indywidualnie zajął czwarte miejsce, przegrywając walkę o podium z Larsem-Göranem Arwidsonem ze Szwecji. Dwa złote medale wywalczył również na mistrzostwach świata w Lake Placid w 1973 roku. Indywidualnie wyprzedził Giennadija Kowalowa i Tora Svendsbergeta. Zwycięska sztafeta ZSRR wystąpiła w składzie: Aleksandr Tichonow, Rinat Safin, Jurij Kołmakow i Giennadij Kowalow.
Z mistrzostw świata w Mińsku w 1974 roku po raz pierwszy od 7 lat wrócił bez indywidualnego medalu. W debiutującym w programie sprincie był jedenasty, a w biegu indywidualnym był piąty, za to w sztafecie ponownie zwyciężył. Podobne wyniki uzyskał podczas mistrzostw świata w Anterselvie rok później, gdzie zajmował siódme miejsce w biegu indywidualnym, szóste w sprincie oraz drugie w sztafecie.
Podczas igrzysk olimpijskich w Innsbrucku w 1976 roku ponownie był członkiem zwycięskiej sztafety. W biegu indywidualnym zajął piąte miejsce. Z uwagi na brak sprintu w programie olimpijskim w tym samym roku zorganizowano mistrzostwa świata w Anterselvie, gdzie rozegrano tylko tę konkurencję. Tichonow zwyciężył, wyprzedzając dwóch innych reprezentantów ZSRR: Aleksandra Jelizarowa i Nikołaja Krugłowa. Swój ostatni indywidualny złoty medal zdobył na mistrzostwach świata w Vingrom w 1977 roku. Ponownie był tam najlepszy w sprincie, plasując się przed Aleksandrem Uszakowem i Nikołajem Krugłowem. Ponadto zwyciężył w sztafecie, a w biegu indywidualnym był trzeci, za Heikkim Ikolą z Finlandii i Norwegiem Sigleifem Johansenem.
Bez medalu wrócił za to z mistrzostw świata w Hochfilzen w 1978 roku, gdzie w konkurencjach indywidualnych plasował się poza czołową dziesiątką, a w sztafecie reprezentacja ZSRR zajęła czwarte miejsce. Na rozgrywanych rok później mistrzostwach świata w Ruhpolding był drugi w biegu indywidualnym, przegrywając tylko z Klausem Siebertem z NRD. Wspólnie z kolegami z reprezentacji zdobył też brązowy medal w sztafecie. Ostatni sukces osiągnął na igrzyskach olimpijskich w Lake Placid w 1980 roku, gdzie wspólnie z Władimirem Alikinem, Władimirem Barnaszowem i Anatolijem Alabjewem zdobył swój czwarty złoty medal olimpijski. Wystartował tam też w sprincie, kończąc rywalizację na dziewiątej pozycji. Podczas ceremonii otwarcia tych igrzysk był chorążym reprezentacji ZSRR. W 1980 roku zakończył karierę.
W zawodach Pucharu Świata zadebiutował 15 stycznia 1978 roku w Ruhpolding, zajmując szóste miejsce w sztafecie. Pierwsze punkty wywalczył 24 lutego 1978 roku w Anterselvie, gdzie był czwarty w sprincie. Na podium zawodów tego cyklu pierwszy raz stanął 2 kwietnia 1978 roku w Sodankylä, kończąc rywalizację w sprincie na trzeciej pozycji. W kolejnych startach jeszcze trzy razy plasował się w czołowej trójce: 21 stycznia 1979 roku w Anterselvie i 6 kwietnia 1979 roku w Bardufoss wygrał bieg indywidualny, a 28 stycznia 1979 roku w Ruhpolding był drugi w tej konkurencji. W klasyfikacji generalnej sezonu 1978/1979 był czwarty.

## Poza sportem
Był wielokrotnie odznaczany. Otrzymał między innymi: Medal „Za pracowniczą wybitność” (1968), Order Czerwonej Gwiazdy (1969), Medal „Za pracowniczą dzielność” (1972), Order Czerwonego Sztandaru Pracy (1976), Order Lenina (1980) i Order Przyjaźni (1999).
W maju 2002 został wybrany na wiceprezydenta Międzynarodowej Unii Biathlonu (IBU). Przez kilka lat mieszkał w Austrii.
W 2002 roku został aresztowany w związku z podejrzeniami o udział w próbie zabójstwa gubernatora obwodu kemerowskiego, Amana Tulejewa. Tichonow nie przyznał się do winy, mimo to w 2007 roku został skazany na 3 lata pozbawienia wolności za próbę otrucia Tulejewa. Na mocy amnestii nie odbył kary.

## Osiągnięcia

### Igrzyska olimpijskie
| Rok  | Miejscowość | Konkurencje | Konkurencje | Konkurencje | Konkurencje | Konkurencje | Konkurencje | Konkurencje |
| Rok  | Miejscowość | IN          | SP          | PU          | MS          | RL          | MR          | SR          |
| ---- | ----------- | ----------- | ----------- | ----------- | ----------- | ----------- | ----------- | ----------- |
| 1968 | Grenoble    | 2.          | nd.         | nd.         | nd.         | 1.          | nd.         | –           |
| 1972 | Sapporo     | 4.          | nd.         | nd.         | nd.         | 1.          | nd.         | –           |
| 1976 | Innsbruck   | 5.          | nd.         | nd.         | nd.         | 1.          | nd.         | –           |
| 1980 | Lake Placid | nd.         | 9.          | nd.         | nd.         | 1.          | nd.         | –           |

### Mistrzostwa świata
| Rok  | Miejscowość | Konkurencje | Konkurencje | Konkurencje | Konkurencje | Konkurencje | Konkurencje | Konkurencje |
| Rok  | Miejscowość | IN          | SP          | PU          | MS          | RL          | MR          | SR          |
| ---- | ----------- | ----------- | ----------- | ----------- | ----------- | ----------- | ----------- | ----------- |
| 1967 | Altenberg   | 9.          | nd.         | nd.         | nd.         | 2.          | nd.         | –           |
| 1969 | Zakopane    | 1.          | nd.         | nd.         | nd.         | 1.          | nd.         | –           |
| 1970 | Östersund   | 1.          | nd.         | nd.         | nd.         | 1.          | nd.         | –           |
| 1971 | Hämeenlinna | 2.          | nd.         | nd.         | nd.         | 1.          | nd.         | –           |
| 1973 | Lake Placid | 1.          | nd.         | nd.         | nd.         | 1.          | nd.         | –           |
| 1974 | Mińsk       | 5.          | 11.         | nd.         | nd.         | 1.          | nd.         | –           |
| 1975 | Anterselva  | 7.          | 6.          | nd.         | nd.         | 2.          | nd.         | –           |
| 1976 | Anterselva  | nd.         | 1.          | nd.         | nd.         | nd.         | nd.         | –           |
| 1977 | Vingrom     | 3.          | 1.          | nd.         | nd.         | 1.          | nd.         | –           |
| 1978 | Hochfilzen  | 17.         | 17.         | nd.         | nd.         | 4.          | nd.         | –           |
| 1979 | Ruhpolding  | 2.          | 6.          | nd.         | nd.         | 3.          | nd.         | –           |

### Mistrzostwa świata juniorów
| Rok  | Miejscowość | Konkurencje | Konkurencje | Konkurencje | Konkurencje | Konkurencje | Konkurencje | Konkurencje |
| Rok  | Miejscowość | IN          | SP          | PU          | MS          | RL          | MR          | SR          |
| ---- | ----------- | ----------- | ----------- | ----------- | ----------- | ----------- | ----------- | ----------- |
| 1968 | Luleå       | 3.          | nd.         | nd.         | nd.         | 1.          | nd.         | –           |

### Puchar Świata

#### Miejsca w klasyfikacji generalnej
| Sezon     | Miejsce |
| --------- | ------- |
| 1977/1978 | 7.      |
| 1978/1979 | 4.      |
| 1979/1980 | –       |

#### Miejsca na podium chronologicznie
| Lp. | Dzień       | Rok  | Miejscowość | Konkurencja                | Lokata | Pudła   | Czas biegu | Strata  | Zwycięzca          |
| --- | ----------- | ---- | ----------- | -------------------------- | ------ | ------- | ---------- | ------- | ------------------ |
| 1.  | 2 kwietnia  | 1978 | Sodankylä   | Sprint na 10 km            | 3.     | 1       | 32:00,2    | +1:01,5 | Władimir Barnaszow |
| 2.  | 21 stycznia | 1979 | Anterselva  | Bieg indywidualny na 20 km | 1.     | 1       | ?          | –       | –                  |
| 3.  | 28 stycznia | 1979 | Ruhpolding  | Bieg indywidualny na 20 km | 2.     | 0+0+2+0 | 1:07:40,1  | +1:42,0 | Klaus Siebert      |
| 4.  | 6 kwietnia  | 1979 | Bardufoss   | Bieg indywidualny na 20 km | 1.     | 2       | 1:06:45,0  | –       | –                  |